# Melanephia banian
Melanephia banian là một loài bướm đêm trong họ Noctuidae.